# Elvira Godeanu

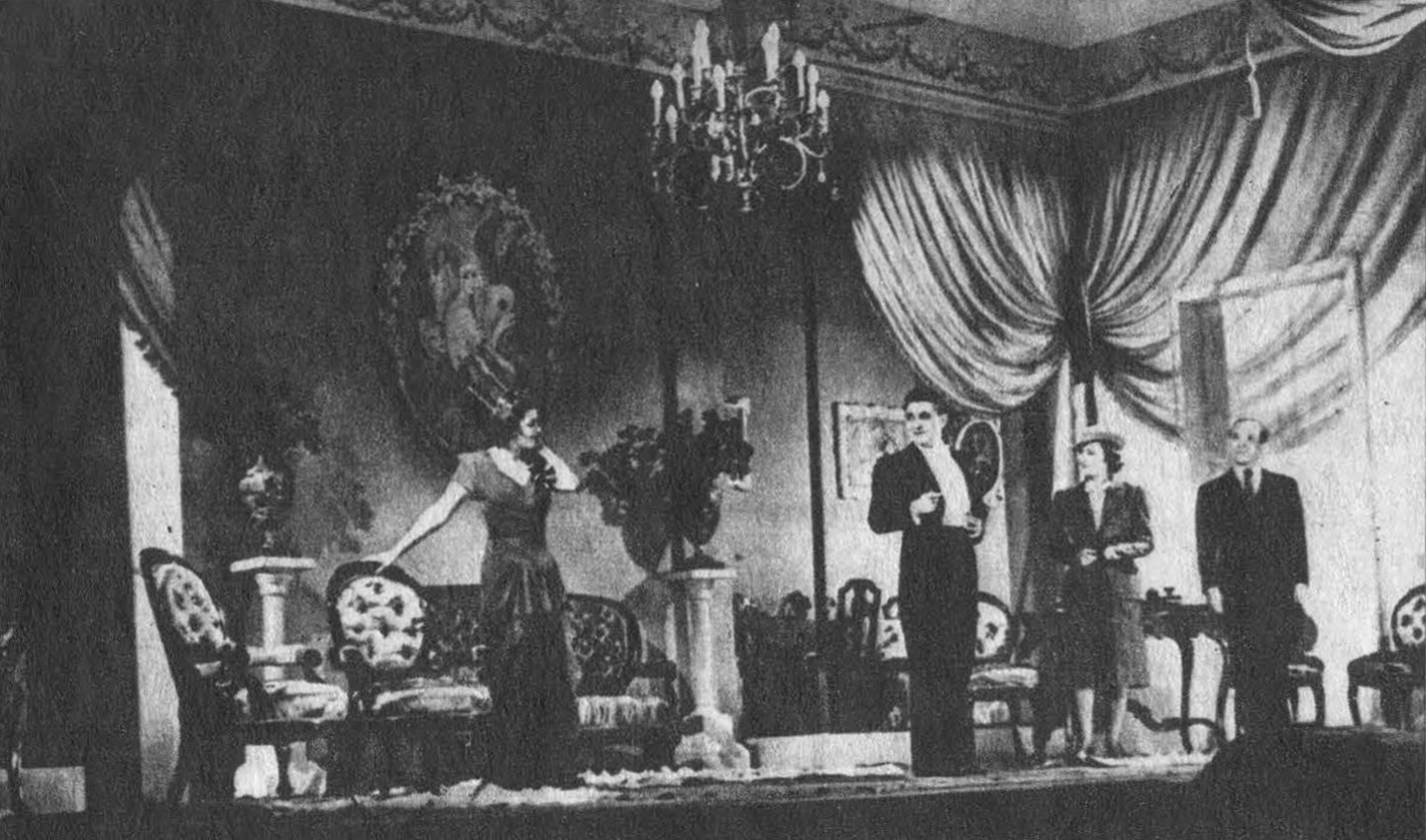
Elvira Godeanu, George Vraca, Aura Buzescu și V. Valentineanu în Marșul nupțial de Henry Bataille, 1942.

Elvira Godeanu (n. 13 mai 1904, București, România – d. 3 septembrie 1991, București, România) a fost o cunoscută actriță română de film, radio, teatru, televiziune și voce, formată în generația de aur a marilor actori interbelici. A interpretat roluri extrem de variate din dramaturgia universală și din cea română. A jucat alături de George Vraca și Ion Iancovescu. Elvira Godeanu este una din marile interprete ale personajului Zoe Trahanache din comedia lui Ion Luca Caragiale O scrisoare pierdută.

## Biografie
A fost căsătorită cu Emil Prager, un cunoscut inginer constructor și arhitect din perioada interbelică. A absolvit Conservatorul de Artă Dramatică din București ca elevă a lui Constantin Nottara, Ion Manolescu, Lucia Sturdza Bulandra și Maria Filotti. A debutat imediat după terminarea studiilor cu spectacolul din stagiunea 1926-1927, la 5 martie 1927, când Mișu Fotino a pus în scenă Măiastra fără inimă, adaptarea lui Vasile Voiculescu după Prințesa Turandot  de Carlo Gozzi. A fost actriță a Teatrului Național din București, angajată fiind de Liviu Rebreanu, care la vremea aceea era și director al teatrului.
Teatrul Dramatic „Elvira Godeanu” din Târgu Jiu îi poartă numele.

## Distincții
- Ordinul „Meritul Cultural” în gradul de Medalie cl. I, pentru teatru (1 februarie 1943)[8]
- Ordinul Muncii clasa a II-a (19 aprilie 1952) „pentru munca depusă cu ocazia «Centenarului Caragiale»”[9]
- titlul de Artist emerit al Republicii Populare Romîne (3 noiembrie 1956) „pentru merite deosebite în activitatea artistică”[10]
- Ordinul „Meritul Cultural” clasa a II-a (6 noiembrie 1967) „pentru merite deosebite în domeniul artei dramatice”[11]

## Roluri în teatru
- Tovarisci de Jacques Deval;
- Care din ele de Anton Bibescu;
- Un cuib de viespi de Alexandru Kirițescu;
- Gaițele de Alexandru Kirițescu;
- Femeia și paiața de Pierre Frondaie, regia Soare Z. Soare;
- Ispășirea Florentinei de Alexandru Kirițescu, împreună cu Maria Filotti;
- Elisabeta. Regina Angliei de Ferdinand Bruckner, regia Soare Z. Soare;
- O noapte furtunoasă de I.L. Caragiale;
- Șapte gâște de Ion Minulescu;
- Judecătorul din Zalameea de Calderon de la Barca;
- ...Escu de Tudor Mușatescu;
- Atrizii de Victor Eftimiu;
- O amică de Duiliu Zamfirescu;
- Avram Iancu de Lucian Blaga.[5]

## Filmografie
- Maiorul Mura (1928)
- Povara (1928)
- Ciuleandra(1930)
- O scrisoare pierdută (1954) - Zoe Trahanache